# Bidonì
Bidonì är en ort och kommun i provinsen Oristano i regionen Sardinien i Italien. Kommunen hade 143 invånare (2017).